# 90718 Castel Gandolfo
90718 Castel Gandolfo è un asteroide della fascia principale. Scoperto nel 1991, presenta un'orbita caratterizzata da un semiasse maggiore pari a 3,0540738 au e da un'eccentricità di 0,2317415, inclinata di 4,97274° rispetto all'eclittica.
L'asteroide è dedicato all'omonima località italiana.